# 都心回帰
都心回帰（としんかいき）とは、地価の下落によって都心部の居住人口などが回復する現象で、日本においては東京都区部・大阪都心6区・名古屋市都心区など都市部で見られる。ドーナツ化現象の反対であり、あんパン化現象とも呼ばれる。

## 概要
1980年代ごろから、欧米などの先進諸国の一部の大都市圏においてその中心部の人口の回復・再成長が指摘されるようになったことに端を発する。これを特にモデル化したものとしては、都市化、郊外化の後に反都市化を経て再都市化へ向かうとしたL・H・クラーセンの「都市の発展段階論」の循環モデルが挙げられる。日本では1990年代後半頃から人口の都心回帰の動きが始まったと言われている。
原因として、少子化と高齢化（少子高齢化）による人口減少社会などが挙げられる。

## 居住人口の都心回帰

南関東1都3県の人口推移。東京、神奈川、埼玉、千葉の首都圏

都心居住の目的として、都心に古くから形成される伝統的コミュニティの維持と社会的安定性の確保、自治体の存在基盤としての住民確保、議員定数による政治的発言力の維持、保育所や小中学校をはじめとする既存の都市施設の有効活用、職住近接による通勤ラッシュ・満員電車の回避と交通網への負担の軽減、などがある。
高度成長期以降、地方から大都市圏への急激な人口流入によって地価が急騰したこと、都心周辺の交通事情や衛生環境が急速に悪化して「都市公害」と指摘されるほどになったことなどから、都心より離れた郊外に「庭付き・一戸建て」を手に入れることが人々の憧れとなった。このため、都心部の人口は一貫して減少し、一方で郊外の人口は爆発的に増えることになり、郊外化、ドーナツ化現象が起きた。
しかしバブル崩壊以降の地価下落、企業・行政の遊休地放出、不良債権処理に伴う土地の処分、建築技術の向上と100尺規制緩和、「高層住居誘導地区」（1997年より）の導入、タワーマンションの定着によって、都心での不動産取得が容易になったことなどによって、都心の利点が見直され、21世紀には大都市の都心部で人口が増加に転じてきた。
2002年頃から単なるスポットの開発ではなく、面的な展開を見せ始め、三大都市圏を中心に、全国の政令指定都市においても同様の現象が見られる。コンパクトシティと称して推進することも行われている。また、豪雪地帯にある都市では、マンションの管理人が除雪・融雪をするため雪かきの必要がない、降雪時の通勤渋滞に巻き込まれない、住宅性能が高いため少ない光熱費で暖かいなど、冬季の生活の質向上が都心回帰の動機の1つでもある。

### ベッドタウンの変化
高度経済成長期以降は、劣悪な住環境の都心から、環境もよく住宅の延べ床面積もより広い郊外マイホームへの住み替え需要があり、バブル景気期は都心の家賃上昇による住み替え需要があって、東京都心近郊のベッドタウン（東京多摩地域・神奈川東部・埼玉南部・埼玉東部・千葉西部・茨城南部）の人口は高い増加率を見せていた。しかし、これにより郊外路線でも満員電車が常態化、少子化時代を迎えても首都圏では名阪ほど電車の混雑率は下がっていない。
2003年3月に東京都が実施した通勤時間に関する意識調査によると、回答者の80%以上が「受忍限度は1時間以内」と回答している。言い換えると都心のオフィスワーカーにとっては、ドアツードア(家の戸を出てから目的地に着くまで)1時間以内にたどり着けない立地の住宅には住みたくないということである。これは今ある通勤圏が面的に縮小することを意味しており、通勤60分圏の外側部に大幅な社会人口減をもたらす可能性を示唆している。例として、かつて「ハイソ」「トレンディ」のイメージで知られたが、都心回帰時代には「混雑率ワースト」のイメージがついて回るようになった東急田園都市線がある。

少子高齢化の進展に伴う核家族世帯の構成人数の減少、核家族から子が別世帯として自立して老年夫婦世帯へと転換するなど、世帯人数の減少と世帯数の増加によって1世帯が必要とする延べ床面積が減少する中、郊外一戸建てからダウンサイジングしてマンションに住み替える需要もある。しかし、郊外住宅地では高さ制限があるため、高層化による廉価マンションを供給しづらい。そのため、ベッドタウン世帯のダウンサイジングによる住み替え需要は、都心回帰現象の一部に吸収される他、高層化が可能なベッドタウンの駅前や大通り沿いにも吸収されており、ベッドタウンの人口分布は、地域全体にほぼ均一だったものから、一部に集中する傾向を見せている。
都心だけでなく近郊地域の人気も高まっている。東京一極集中やロードサイド店舗の増加による物販の郊外化によって、東京都心近郊自体を職場とする労働者も増加しているため、通勤60分圏内の郊外にある神奈川県川崎市、千葉県浦安市、市川市、松戸市、流山市、埼玉県さいたま市や川口市などの東京都心近郊のベッドタウンでは、高い人口増加率を見せている。

### 問題点
ヒートアイランド現象
都心回帰や都心の急激な再開発が進む一方、東京の夏の日中最高気温が上昇し、夜間になっても気温も下がらないなど、ヒートアイランド現象が顕在化している。都心や東京湾岸に高層マンションを建てたことで海風が遮られたことが原因の一つとして考えられており、「東京ウォール」と呼ばれることもある。
少子高齢化の加速
都心に人口が集中することで、東京近郊に居住している若年層の労働力を活用できなくなる。
特に待機児童問題など、女性が働きにくい環境を加速させる。
災害時の脆弱化
災害時の「自然災害リスク指数」を引き上げる要因にもなっている。

## 大学の都心回帰
人口集中を防ぐため、首都圏・近畿圏で制定された「工場等制限法」の制限条項が、平成14年に撤廃されて以降、大学の都心回帰が進んでいる。

### 郊外移転の経緯
各大学は主に以下の要因により、郊外へキャンパスを移転・新設させた。
工場等制限法&良質な学習環境の確保
1959年、「首都圏及び近畿圏の既成都市区域において制限施設（＝1,500m2以上の床面積を持つ大学の教室が該当）の新設、増設をしてはならない」と規定する「工場等制限法」が制定された。
この法律のため、大学は既存キャンパスの拡張ができない状況となった。しかしながら、1970年代～1980年代にかけてはベビーブーム～高度経済成長期に産まれの子供が、大学生になる時期であり、各大学は定員増を行っており、既存キャンパスでは十分な教育環境が提供できなかったため。
アメリカの大学は、郊外にキャンパスを構えることが多く、それを真似た点もあった。
郊外都市の積極的な大学キャンパス誘致
昭和後期から多摩ニュータウンの例に見られるように、ベッドタウンとしての郊外都市がゴーストタウン化する現象が問題になり、企業の研究所や学校を誘致し、平日の昼間も活動する人（＝飲食店や商店を利用する人）が多い街をつくろうとし、4年制大学のキャンパスが特に好ましいと目された。
4年制大学であれば、20歳以上の学生が含まれるため、飲食店では酒類の売り上げが増え、大学周辺で一人暮らしする学生も出てくるので、街に落ちるお金は大幅に増えることにより、郊外キャンパスは、街を活性化させる起爆剤となる。
進学機会の格差
大学が都市部にばかり集まり、地方在住だと都市部の高校生に比べて進学の機会に格差が生まれるという指摘があったため。
学生運動
1970年代頃まで学生運動が盛んで、講義を行うのもままならず、新しい場所を求める必要があった。都心の大学には学外からも活動家が集まりやすく、街の中へ逃げ隠れるのも容易だった。法政大学の郊外移転では学生運動に嫌気がさした教員グループが移転を推進した。学生運動の経験があり現在神戸女学院大学名誉教授の内田樹は、「人文科学、社会科学系の学生や教員にとって郊外への移転には何もメリットがない」とし、大学の郊外移転の真の理由はこれであり、学生を社会から隔絶させ、大学の政治闘争拠点化を防ぐことが目的だったのではないかと推測している。
| 1970年代 | 筑波大学、茨城県つくば市にキャンパスを新設。                                 |
| 1970年代 | 東洋大学、文系学部の1年次を埼玉県の朝霞キャンパスに移転。                    |
| 1970年代 | 中央大学、文系学部を多摩キャンパスに移転。                                   |
| 1970年代 | 共立女子大学、家政学部、文芸学部の1、2年次を八王子キャンパスに移転。         |
| 1980年代 | 青山学院大学、文系学部の1、2年次、理工系の1年次を厚木キャンパスに移転。      |
| 1980年代 | 二松学舎大学、1、2年次を柏キャンパスに移転。                                 |
| 1980年代 | 法政大学、経済学部、社会学部を多摩キャンパスに移転。                         |
| 1980年代 | 同志社大学、1、2年次を京田辺キャンパスに移転。                               |
| 1980年代 | 実践女子大学、大学、大学院を日野キャンパスに移転。                           |
| 1980年代 | 早稲田大学、人間科学部を所沢キャンパス（開設）を新設。                       |
| 1980年代 | 近畿大学、農学部を奈良キャンパスを移転。                                     |
| 1990年代 | 近畿大学、工学部の一部を広島キャンパスに移転。                               |
| 1990年代 | 東京電機大学、情報環境学部を千葉ニュータウンキャンパス（開設）に新設。       |
| 1990年代 | 慶應義塾大学、総合政策学部、環境情報学部を湘南藤沢キャンパス（開設）に新設。 |
| 1990年代 | 立教大学、観光学部を新座キャンパス（開設）に新設。                           |
| 1990年代 | 立命館大学、理工学部の新学科をびわこ草津キャンパス（開設）に新設。           |

### 都心回帰の動き

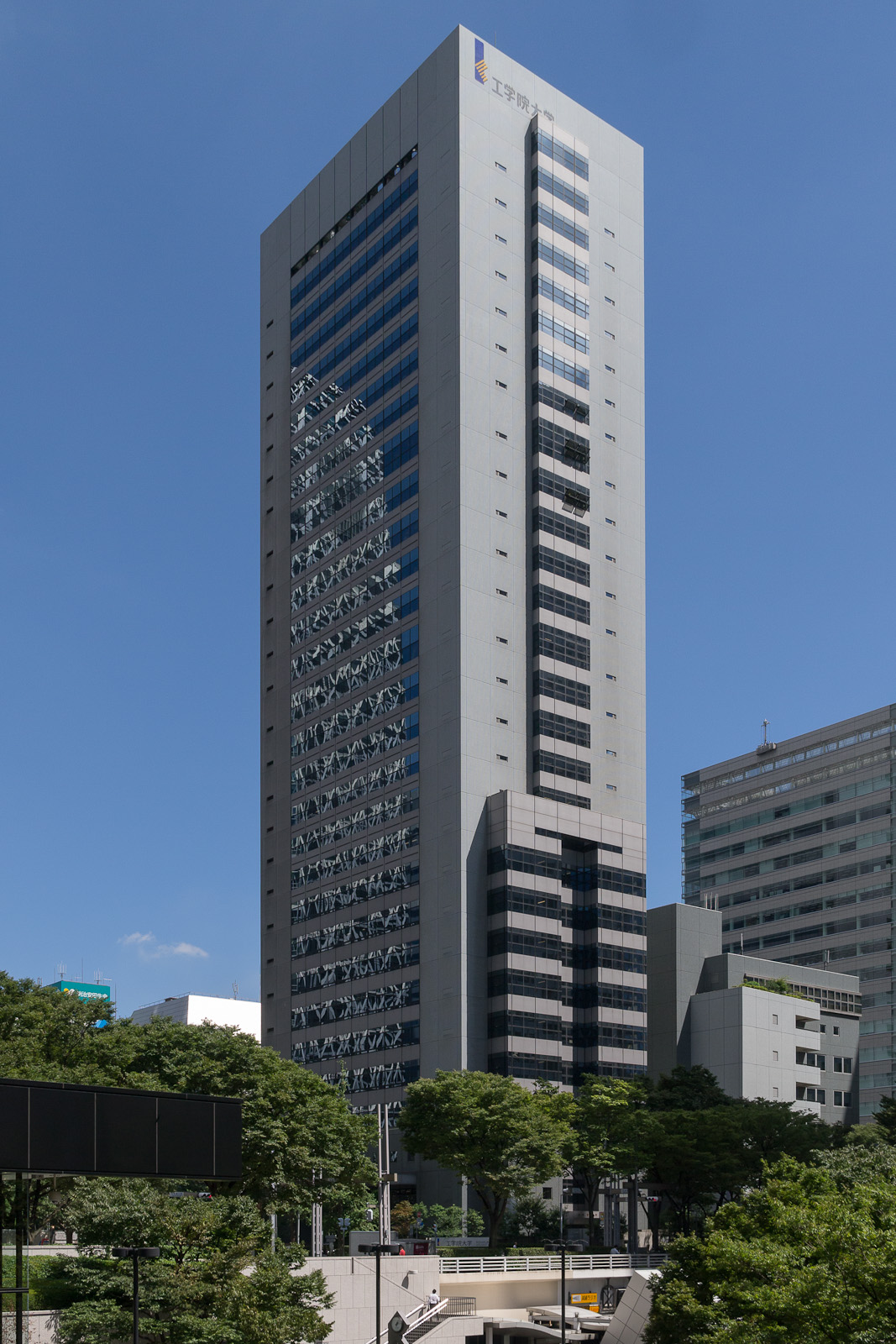
高層化の先駆け、工学院大学新宿キャンパスは大学日本一の高さを誇る

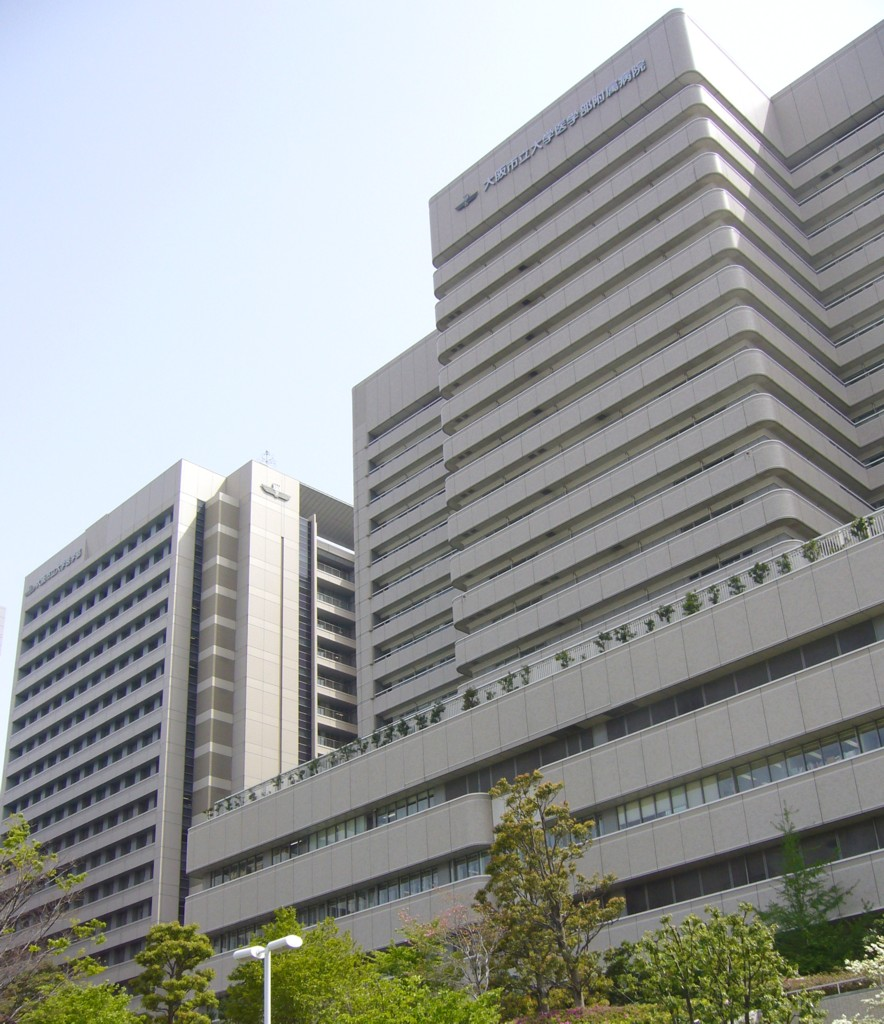
都心回帰の動きを進める大阪市立大学

郊外移転は国策で進められたが、東京の大学が地元より田舎であるなど評判が悪化した。日本の大学全部の見学を行った研究家の山内太地は、郊外移転した国立大学について「昔は街の中にあったけれどもいろいろあって引っ越してしまって山の上みたいなところがすごく多い」「だからダメということではありませんが実際そういう大学に通うのは大変」と述べている
。バブル経済が崩壊し都心の地価が下がったことに加え、少子化で受験競争が緩和された受験生の選別意識が高まり、郊外キャンパスが敬遠されるようになった。また、キャンパスが大阪府吹田市や豊中市などの郊外へ分散した大阪大学や、広島県東広島市などに大学が分散した広島大学といった政令指定都市の都心部に若者が減り、都市活力の低下が指摘されるようになるなど、郊外移転が推奨されていた時期とは全く逆の動きが現れた。学内がまとまらず郊外移転に失敗した明治大学と早稲田大学は、逆に人気が向上した。
さらに文部省も1990年代になると大学設置基準の大綱化に伴い、大学・学部設置等の認可に対する抑制方針の見直しが行われ、都心部での学部増設や定員増加を認めるようになる。この方針を反映して建設されたのが明治大学のリバティタワー（1998年竣工）や法政大学のボアソナード・タワー（2000年竣工）などである。
2002年に首都圏既成市街地工場等規制法および近畿圏既成市街地工場等規制法が廃止されると用地取得に制限がなくなり、高層校舎の建設だけではなく、周辺の土地を取得することでキャンパスそのものを拡大させて定員増加・学部増設を図るようになる。
東洋大学は隣接する住宅展示場跡地を取得し、2005年度から従来は朝霞キャンパスと白山キャンパスに分断されていた文系5学部を都心の白山キャンパスへ統一した。これは日本国内で都心から郊外へキャンパスを移転した大学としては初めての全面都心回帰であった。東洋大学が入学志願者数を急増させると、郊外移転した大学が都心回帰をさらに検討するようになった。
その他、共立女子大学・昭和音楽大学なども本部のあるキャンパスへ全面的に回帰、城西大学が東京都千代田区に、帝京平成大学が東京都豊島区にキャンパスを新設するなど、都心進出の動きを見せている。また実践女子大学も3学部中2学部を渋谷キャンパスに移転した。
特に、郊外移転の先駆者であった中央大学法学部が都心回帰したことは話題を呼んだ。中大では「立地への不満を自虐的に語り合うことが中大生の日常」と言われるほど学生の側からも都心回帰の要求が根強く、学生組織「多摩キャンパスを都心に近づける会」が全学部の都心回帰を要求し、中大多摩キャンパスの建物を都心側へ押すパフォーマンスを行っていた。中大自身も「八王子に通わずに、中央大学法学部を卒業する。」といったような広告を出したこともある。
近畿圏においても、神戸学院大学が神戸市中央区のポートアイランドの再開発事業の一環として都心部に大規模な新キャンパスを開設する動きがある。大学の街として知られる京都でも、同志社大学が京都市上京区の系列の中学を移転させ大学用地を拡張した。京都市営地下鉄東西線沿線の再開発により立命館大学のほか、佛教大学や京都学園大学が都心部にキャンパスを構えるようになった。京都市立芸術大学は京都市下京区（崇仁地区）へ移転した。また、大阪市立大学や関西大学、龍谷大学など、大阪市中心部の梅田や中之島にサテライトキャンパスを設置するケースが増えている。
都心型の大学の多くは､ビルキャンパスを教室棟として使用する大学も多く､中には地上15階を越えるタワーキャンパスも多い。明治大学や法政大学に代表されるタワー型のキャンパスは、主に東京都心に立地したが、2010年代に入り三大都市圏の各地でも計画されるようになった。大阪工業大学のOIT梅田タワーや、愛知大学が都心にタワー型キャンパスの名古屋キャンパスを設置した。また神奈川大学が横浜みなとみらい21地区に進出することを発表している。

### 問題点
大学の都心回帰に関しては、以下のような問題点も指摘されている。
教育環境の変化
もともと大学が郊外に移転した背景は「都心への過度な人口集中の緩和」という国策に加え、学生に「良質な学習環境」を提供するという大学側の意図もあった。欧米の名門大学に都心型の大学は少なく、また日本でも国際基督教大学や豊田工業大学、国際教養大学のような教育内容で評価されている大学は必ずしも都心型ではない。「繁華街の近くにあること」などに魅力を感じて大学を選択する学生の質は本質的に高いとは言えず、特に留学生にとってはメリットと認識されづらい。本質的な大学の価値を高めるには、根本的な教育内容・環境を高める以外にない。莫大な費用を教育内容や環境よりも、立地に投じる危うさを指摘されている。
都心移転の限定的な効果
都心移転した直後は､多くの大学は志願者を増やすが、その効果が短命なケースも多い。南山大学理工学部､東京理科大学基礎工学部､実践女子大学などは2013年～2015年の間にキャンパスを都心へと移転させ、当初は志願者を増やしたものの、2017年までには､移転前の水準に戻っている。結局「都心に移転したことで何が可能になったか」が明確でない限り、大学の価値向上には繋がらないことを示唆している｡
交通への影響
鉄道事業者にとって、大学が郊外にあれば都心へ向かう通勤客と逆向きの人の流れを生む利点があった。しかし、大学の都心回帰により通勤客と同じ方向の通学客が増え、朝夕ラッシュ時の混雑拡大が懸念されている。

#### 大学移転後の自治体へのダメージ
大学が移転することで生じる、学生相手のビジネスや雇用の消失、巨大な空き地を残すことでのまちづくりへの弊害など、大学移転後の自治体へのダメージは深刻である。本来は社会貢献が大きな課題の一つであるはずの大学が、このような事態を引き起こしていることには移転元の自治体から疑問や批判の声も上がっている。
一例としては、久喜市は東京理科大学経営学部の移転に際し「長年養ってきた市と大学の信頼関係を損なう行為」として撤回を強く求めた。また朝霞市から東洋大学が撤退する際には「地方が欲しがっている大学が、あっさり去っていったのは残念。特に今後の地域運営における重要戦略である福祉政策のブレーンであったはずのライフデザイン学部がなくなった影響は大きい」との声もあった。
社会学者の新雅史は「郊外の衰退が起きているからといって、大学がそれに同調して都心に移転すると、郊外は一層衰退してしまいます。こうした点について、大学は説明責任を果たす義務があるでしょう」と述べている。
その一方で、郊外やベッドタウンに留まる選択をした大学が、どのように自治体と協力していくかにも注目が集まっている。「地域社会に貢献する大学」×「大学の魅力向上に協力する自治体」という地元との結びつきの中で、学生が様々なことを学べるという新しいモデルも形成されつつある。

## 都市部での人口増減

### 人口の増加（比率）が顕著な自治体
1年間の人口増加数が多い自治体。
- 神奈川県川崎市 13,174人増（2019年4月1日 - 2020年4月1日）[要出典]
- 埼玉県さいたま市 10,042人増（2015年4月1日 - 2016年4月1日）[要出典]
- 東京都江東区 9,058人増（2015年3月1日 - 2016年3月1日）[要出典]
- 東京都板橋区 8,637人増（2015年3月1日 - 2016年3月1日）[要出典]
- 東京都世田谷区 8,598人増（2015年3月1日 - 2016年3月1日）[要出典]
- 東京都品川区 7,261人増（2015年3月1日 - 2016年3月1日）[要出典]
- 東京都港区 7,205人増（2015年3月1日 - 2016年3月1日）[要出典]
- 埼玉県川口市 6,319人増（2015年3月1日 - 2016年3月1日）[要出典]
- 愛知県名古屋市 905人増 （2022年10月1日 - 2023年10月1日）[38]
- 大阪府大阪市 17,454人増（2019年3月1日 - 2020年3月1日）[要出典]

### 人口が増加から減少に転じた自治体
これらの地域は東京23区、大阪市、名古屋市など大都市の中心部（都心）から距離があるものの、比較的鉄道の便が良く大都市中心部まで列車で通える地域にあり、郊外のベッドタウンとしてバブル期や1990年代まではほぼ順調に人口増加を続けていたが、その後人口動態が社会減に転じたところが多く、一部の地域においては既に自然減や総数減少にまで移行している。

### 東京圏
東京都市圏に含まれている、もしくは含まれていた市町村の中で増加から減少へ転じた自治体を挙げる。
- 東京都福生市 - JR青梅線[要出典]
- 東京都青梅市 - JR青梅線[要出典]
- 東京都八王子市 - JR中央本線・横浜線・八高線・京王本線・相模原線・高尾線[要出典]
- 神奈川県横浜市金沢区 - 京急本線[39]
- 神奈川県横浜市港南区 - JR根岸線・横浜市営地下鉄ブルーライン・京急本線[39]
- 神奈川県横浜市栄区 - JR根岸線[39]
- 神奈川県横浜市旭区 - 相鉄本線・いずみ野線 [39]
- 神奈川県横浜市泉区 - 相鉄いずみ野線・横浜市営地下鉄ブルーライン[39]
- 神奈川県横浜市瀬谷区 - 相鉄本線[39]
- 神奈川県横須賀市 - 京急本線・JR横須賀線 - 1990年の約43万3000人をピークに減少し、2018年に40万人を下回った。[要出典]
- 神奈川県小田原市 - JR東海道線・東海道新幹線・御殿場線・小田急小田原線[要出典]
- 神奈川県三浦市 - 京急久里浜線 - 居住人口は1996年を境に減少に転じ、推定値で現在5万人を下回っている。[要出典]
- 神奈川県逗子市 - JR横須賀線・京急逗子線 - 一時回復したが再び減少に転じている。[要出典]
- 神奈川県鎌倉市 - JR東海道線・横須賀線 - 1990年代に減少し、2000年以降増加したが、再び減少に転じている。[要出典]
- 神奈川県秦野市 - 小田急小田急線 - 2010年をピークに減少。[要出典]
- 神奈川県座間市 - 小田急小田原線 - 2010年をピークに減少。[要出典]
- 神奈川県平塚市 - JR東海道線 - 2010年をピークに減少したが、2022年4月より再び増加に転じている。[要出典]
- 神奈川県中郡二宮町 - JR東海道線 - 2000年をピークに減少。[要出典]
- 神奈川県中郡大磯町 - JR東海道線 - 2010年をピークに減少[要出典]。
- 埼玉県春日部市 - 東武スカイツリーライン・アーバンパークライン - 武里団地の少子高齢化などで2000年をピークに減少[要出典]。一方春日部市よりも東京都心から遠い[要出典]北隣[要出典]の南埼玉郡宮代町は東武動物公園駅西口周辺で再開発を行っていて減少から増加へ転じた[要出典]。
- 埼玉県狭山市 - 西武新宿線[要出典]
- 埼玉県飯能市 - 西武池袋線[要出典]
- 埼玉県蓮田市 - JR宇都宮線 - 2000年をピークに減少[要出典]。西隣の北足立郡伊奈町は増加傾向にある[要出典]。また蓮田市よりも東京都心から遠い北隣の白岡市は、比較的開設が新しい新白岡駅周辺で、長い年月をかけた白岡ニュータウンの開発を行っていて[40]、増加傾向にあり[要出典]、2012年（平成24年）10月1日に町単独で市制を施行した。
- 埼玉県加須市 - 東武伊勢崎線・日光線 - 2000年をピークに減少。なお、加須市内でも市境に近い栗橋駅の橋上駅舎化・西口開設に伴い、区画整理が施工中の地区[41]もある旧大利根町は増加傾向にあり、東隣の久喜市内旧鷲宮町や旧栗橋町も微増傾向にある[42]。
- 埼玉県久喜市 - JR宇都宮線・東武伊勢崎線・日光線 - 比較的開設が新しい駅周辺（南栗橋駅・東鷲宮駅）や栗橋駅の橋上駅舎化・西口開設など、南栗橋駅・東鷲宮駅と同時期に開設された上記の新白岡駅周辺同様、長い年月をかけたニュータウン開発を行っている旧栗橋町と旧鷲宮町は微増傾向なのに対し、旧久喜市と旧菖蒲町の減少が顕著である[42]。
- 埼玉県幸手市 - 東武日光線 - 全国平均を上回る少子高齢化が進んでいる[要出典]。北隣の旧栗橋町や西隣の旧鷲宮町は微増傾向にある[42]。
- 埼玉県北葛飾郡杉戸町 - 東武日光線（・伊勢崎線[注釈 1]） - 2000年をピークに減少し、その後2010年に回復したが2015年からは再び減少に転じている[要出典]。
- 千葉県野田市 - 東武アーバンパークライン - つくばエクスプレス開通に伴い、2000年代後半の一時期は再び人口増加に転じていたが[要出典]、2010年代前半以降は微減傾向にある[要出典]。
- 千葉県茂原市 - JR外房線・（京葉線・総武線直通）[要出典]
- 千葉県我孫子市 - JR常磐線・成田線[要出典]
- 千葉県市原市 - JR内房線 - 2005年をピークに減少。[要出典]
- 千葉県君津市 - JR内房線 - 1995年をピークに減少。[要出典]
- 千葉県八千代市 - 京成本線・東葉高速線[要出典]
- 千葉県八街市 - JR総武線 - 2005年をピークに減少。[要出典]
- 千葉県山武市 - JR総武線・東金線[要出典]
- 千葉県東金市 - JR東金線[要出典]
- 千葉県大網白里市 - JR外房線・東金線 - 2010年の国勢調査で人口5万人を突破し[要出典]、2013年に市制施行。2020年現在は5万人を割っている[要出典]。
- 茨城県古河市 - JR宇都宮線 - 2000年をピークに減少。なお、古河市内でも旧総和町は増加傾向にある[42]。一方で古河市よりも東京都心から距離がある[要出典]が、新幹線も一部停車する北隣の栃木県小山市は複数のニュータウンの開発で増加傾向にあり、また南隣の埼玉県旧栗橋町もまた微増傾向にある[42]。
- 茨城県取手市 - JR常磐線・関東鉄道常総線[要出典]
- 茨城県北相馬郡利根町 - （JR成田線） - 町内に鉄道は通っておらず、人口は1990年をピークに減少を続け2017年に過疎地域に指定された[要出典]。
- 茨城県稲敷郡河内町 - （JR成田線） - 西隣の利根町同様、町内に鉄道は通っておらず、交通の便の悪さから人口は1995年をピークに減少を続け2022年に過疎地域に指定された[要出典]。
- 栃木県下都賀郡野木町 - JR宇都宮線 - 野木町よりも東京都心から遠い[要出典]北隣の小山市は複数のニュータウンの開発で増加傾向にある[要出典]。

### 京阪神圏
- 大阪府豊中市 - 阪急宝塚線・北大阪急行線 - 最大時には41万人を超える人口を擁したが[要出典]、都心回帰や少子高齢化などで人口は長く漸減傾向であった[要出典]。しかし2005年以後は再び増加傾向である[要出典]。
- 大阪府寝屋川市 - JR学研都市線・京阪本線
- 大阪府河内長野市 - 南海高野線・近鉄長野線 - 特に人口減の顕著な20～30歳代の世代への対策として、平成23年4月1日より「新婚世帯持家取得補助制度」「新婚世帯家賃補助制度」を実施している[43][要出典]。
- 大阪府阪南市 - 南海本線[要出典]
- 大阪府豊能郡豊能町 - 能勢電鉄妙見線 - 人口は1995年の26,617人をピークに急減し、2015年には19,934人と2万人を下回った[要出典]。
- 大阪府豊能郡能勢町 - （能勢電鉄妙見線） - 町内に鉄道は通っていない。人口は1990年代前半に急増し、2000年には14,186人を記録したがその後は急減し、2018年時点では1万人を下回っている[要出典]。
- 兵庫県明石市 - JR神戸線・山陽新幹線・山陽電気鉄道本線 - 近年は人口減少傾向にあったが、2013年から連続で増加に転じている[要出典]。
- 兵庫県三田市 - JR宝塚線・神戸電鉄三田線・公園都市線[要出典]
- 京都府城陽市 - JR奈良線・近鉄京都線[要出典]
- 京都府亀岡市 - JR嵯峨野線[要出典]
- 京都府八幡市 - 京阪本線[要出典]
- 奈良県大和郡山市 - JR大和路線・近鉄橿原線[要出典]
- 奈良県大和高田市 - 近鉄大阪線・南大阪線[要出典]
- 奈良県桜井市 - JR万葉まほろば線・近鉄大阪線[要出典]
- 奈良県五條市 - JR和歌山線[要出典]
- 奈良県御所市 - JR和歌山線・近鉄御所線・吉野線[要出典]
- 和歌山県橋本市 - JR和歌山線・南海高野線[要出典]
- 和歌山県紀の川市 - JR和歌山線・和歌山電鐵貴志川線[要出典] - 西隣の岩出市はニュータウンの開発で増加傾向にある[要出典]。
- 三重県名張市 - 近鉄大阪線 - 大阪市への通勤者の減少で2005年以後は大阪都市圏を離脱し伊賀都市圏に含まれるようになった。[要出典]
- 滋賀県湖南市 - JR草津線[要出典]
- 滋賀県甲賀市 - JR草津線[要出典]
- 滋賀県高島市 - JR湖西線 - 湖西線は小野駅や和邇駅といった大津市北部（旧志賀町）のニュータウン最寄り駅においても利用が減少傾向である[要出典]。一方で大津市中部にあたる堅田駅以南は利用が増加傾向にある[要出典]。

### 中京圏
- 愛知県豊橋市 - JR東海道本線・名鉄名古屋本線・豊橋鉄道[44]
- 愛知県田原市 - 豊橋鉄道[45]
- 愛知県蒲郡市 - JR東海道本線・名鉄蒲郡線[46]
- 愛知県瀬戸市 - 名鉄瀬戸線・愛知環状鉄道[47]
- 愛知県半田市 - JR武豊線・名鉄河和線[48]
- 愛知県知多郡美浜町 - 名鉄河和線・知多新線[49]
- 愛知県津島市 - 名鉄津島線・尾西線[50]
- 愛知県愛西市 - JR関西本線・名鉄尾西線[注釈 2][51]
- 岐阜県岐阜市 - JR東海道本線・高山本線・名鉄名古屋本線・各務原線[52][要出典]
- 岐阜県大垣市 - JR東海道本線・養老鉄道・樽見鉄道[53]
- 岐阜県不破郡垂井町 - JR東海道本線[54]
- 岐阜県羽島市 - 東海道新幹線・名鉄竹鼻線・羽島線[44]
- 岐阜県関市 - 長良川鉄道線（・名鉄美濃町線[注釈 3]）[55]
- 岐阜県多治見市 - JR中央本線・太多線[56]
- 岐阜県土岐市 - JR中央本線[57]
- 岐阜県瑞浪市 - JR中央本線[58]
- 岐阜県恵那市 - JR中央本線[59]
- 岐阜県中津川市 - JR中央本線[60]
- 三重県桑名郡木曽岬町 - 町内に鉄道は通っていない[61]。
- 三重県鈴鹿市 - JR関西本線・伊勢線・近鉄名古屋線・鈴鹿線[62]
- 三重県亀山市 - JR関西本線・紀勢本線[63]
- 三重県津市 - JR紀勢本線・伊勢線・近鉄名古屋線[要出典]
- 三重県松阪市 - JR紀勢本線・名松線・近鉄名古屋線・山田線[64]
- 三重県伊勢市 - JR参宮線・近鉄山田線・鳥羽線[65]
- 静岡県浜松市 - JR東海道本線・東海道新幹線・遠州鉄道[66]
- 静岡県湖西市 - JR東海道本線[67]